# جورج ماتسوموتو
جورج ماتسوموتو (بالإنجليزية: George Matsumoto)‏ هو مهندس معماري أمريكي، ولد في 16 يوليو 1922، وتوفي في 28 يونيو 2016.